# Цре
Цре (груз. წრე) — село в Грузии, на территории Адигенского муниципалитета края (мхаре) Самцхе-Джавахети.

## География
Село находится в южной части Грузии, к северу от реки Кваблиани, на расстоянии 0,5 километра (по прямой) к северу от посёлка городского типа Адигени, административного центра муниципалитета. Абсолютная высота — 1291 метр над уровнем моря.

## Население
По результатам официальной переписи населения 2014 года, в Цре проживало 152 человека (77 мужчин и 75 женщин). В национальной структуре населения грузины составляли 100 %.
| Год  | Население, человек |
| ---- | ------------------ |
| 2002 | 183                |
| 2014 | ↘ 152              |